# Piazza Goldoni
Piazza Carlo Goldoni è una delle piazze che si affacciano sull'Arno a Firenze. Vi si accede dal ponte alla Carraia e quindi dai lungarni Corsini e Amerigo Vespucci, da borgo Ognissanti, da via dei Fossi, da via del Moro, da via della Vigna Nuova e da via del Parione.

## Storia e descrizione
Anticamente in questa piazza terminava la cerchia del XII secolo delle mura e vi scorreva il fossato difensivo (formato dalle acque del Mugnone) la cui eco si è tramandata nel nome di via de' Fossi. Con la costruzione del ponte alla Carraia, originariamente in legno (1218-1220), vi venne aperta la postierla di Carraia da cui usciva anche il "borgo" di Ognissanti, un gruppo di case cioè lungo una direttrice esterna a una porta, che in questo caso era sotto l'influenza degli Umiliati, l'ordine religioso dedito alla produzione laniera che aveva la sua sede presso la vicina chiesa. Meno di un secolo dopo, con l'atterramento delle mura e l'espansione della città, si andò a formare qui uno slargo, determinato da una "forca multipla, formata dalla confluenza, in direzione del secondo ponte fiorentino, di sei strade", aperto verso il Prato solo grazie al borgo Ognissanti, dove dal lato dell'Arno i palazzi erano stati costruiti sfruttando l'intera profondità tra la strada e il fiume. Gli edifici erano tutti affacciati direttamente sul fiume, e fino al 1583 qui si trovava una porticciola che permetteva di scendere direttamente in Arno.

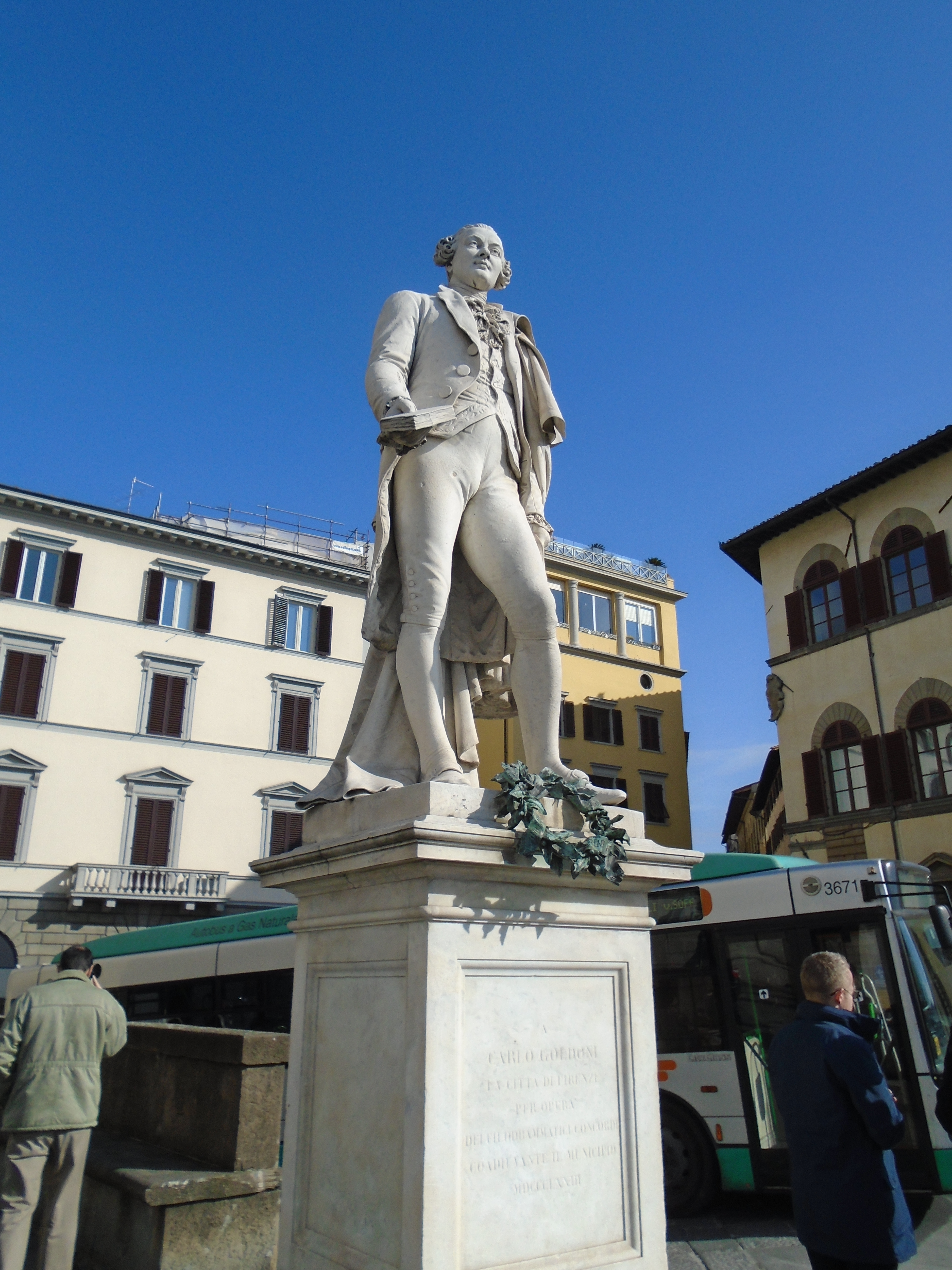
Il monumento a Carlo Goldoni

Sul lato est nel Quattrocento la famiglia Ricasoli aveva fatto costruire un palazzo lungo il fiume, forse su progetto anche di Michelozzo. Il lato ovest invece era chiuso dal Cinquecento, quando i Ricasoli stessi avevano fatto costruire un giardino tra l'Arno e via Borgo Ognissanti, al quale potevano accedere anche tramite un passaggio sotterraneo dal loro palazzo.
Questo spazio fu frammentato ulteriormente nel corso dell'Ottocento con la creazione del lungarno Nuovo, con la relativa riduzione in profondità degli edifici del borgo e il sacrificio del giardino per congiungere la passeggiata sul fiume fino al parco delle Cascine. Risale al periodo di Firenze Capitale anche la trasformazione del palazzo Ricasoli nel Grand Hotel New York, per i facoltosi stranieri in visita alla città. Nel 1873, si cercò di dare un centro a questo incrocio di vie collocandovi un monumento raffigurante Carlo Goldoni, realizzato dallo scultore Ulisse Cambi.
La titolazione (che originariamente era quella di piazza o piazzetta del Ponte alla Carraia) fu tuttavia decretata quale omaggio al commediografo molto dopo, nel 1907 (delibera del consiglio comunale del 20 marzo). Attorno al 1920-1925 la superficie della piazza fu ampliata con la riduzione del fronte di palazzo Fossombroni all'angolo tra borgo Ognissanti e via dei Fossi, determinando uno smusso funzionale a consentire una migliore sistemazione del tracciato per i filobus e quindi un più ampio passaggio dalla piazza alla strada e viceversa.
Così ricorda questa ulteriore trasformazione Angiolo Pucci attorno al 1930, peraltro annotando come lo slargo andasso ad occupare anche una porzione di quello che era il giardino di pertinenza del vicino palazzo Ricasoli: "Sopra una parte dell'area occupata dal giardinetto, nei lavori del nuovo lungarno, fu formata quella piazzetta, a livello dello stesso Lungarno, aperta su questo ed avente sulla linea delle fabbriche alcune panchine in pietra, sulle quali il popolo nella buona stagione andava a prendere il fresco nelle ore serali e dove si divertiva a vedere lo sfilare delle vetture quando tornavano dalla passeggiata delle Cascine. Oggi questo divertimento è cessato poiché non vi passano più i vecchi equipaggi, ma è uno sfilare veloce delle automobili. Il di dietro della piazzetta è recinto da una balaustrata di pietre, riducendola così a terrazza piuttosto che piccola piazza che prima arrivava alla casa e di cui però tempo fa venne tolta una parte per farvi una scalinata di comunicazione fra il Lungarno e borgo Ognissanti".
Tra il 1960 e il 1965 si data un ulteriore intervento di sistemazione su progetto dell'architetto Francesco Tiezzi, in modo particolare a interessare la zona dove è attualmente collocato il monumento a Carlo Goldoni.
In ragione di questa storia, che documenta come lo spazio sia stato definito non sulla base di un progetto organico ma di esigenze contingenti e diverse, la piazza continua a funzionare essenzialmente come snodo del traffico veicolare urbano. Tra il 2018 e il 2019 si è migliorato l'arredo urbano nello snodo centrale, con un'aiuiola circolare bordata di piante di bosso in vaso.

## Descrizione

### Monumento
Il monumento, raffigurante Carlo Goldoni, fu realizzato dallo scultore Ulisse Cambi e qui collocato nel 1873, ben prima che la piazza assumesse del commediografo anche il nome.
Voluta dalla Società Filodrammatica cittadina (Società dei Permanenti Concordi), la scultura celebra il grande veneziano nel quale, in modo particolare in quegli anni, si riconosceva lo scrittore che era stato capace di reinterpretare la commedia dell'arte in senso nazionale. Tuttavia, al di là della data del 1873 che segna la conclusione dell'impresa, sappiamo di come l'idea del monumento risalisse al 1856, quando la neonata Società dei Permanenti Concordi aveva avanzato la proposta, da finanziare coi proventi delle rappresentazione organizzate dai soci. Allogata l'opera allo scultore Ulisse Cambi, questi aveva predisposto il modello e, accantonata l'idea di erigere l'opera in prossimità del teatro Goldoni, questo era stato presentato al pubblico esposto nella piazza che poi lo avrebbe accolto, durante i festeggiamenti legati al centenario di Dante del 1865.

## Note

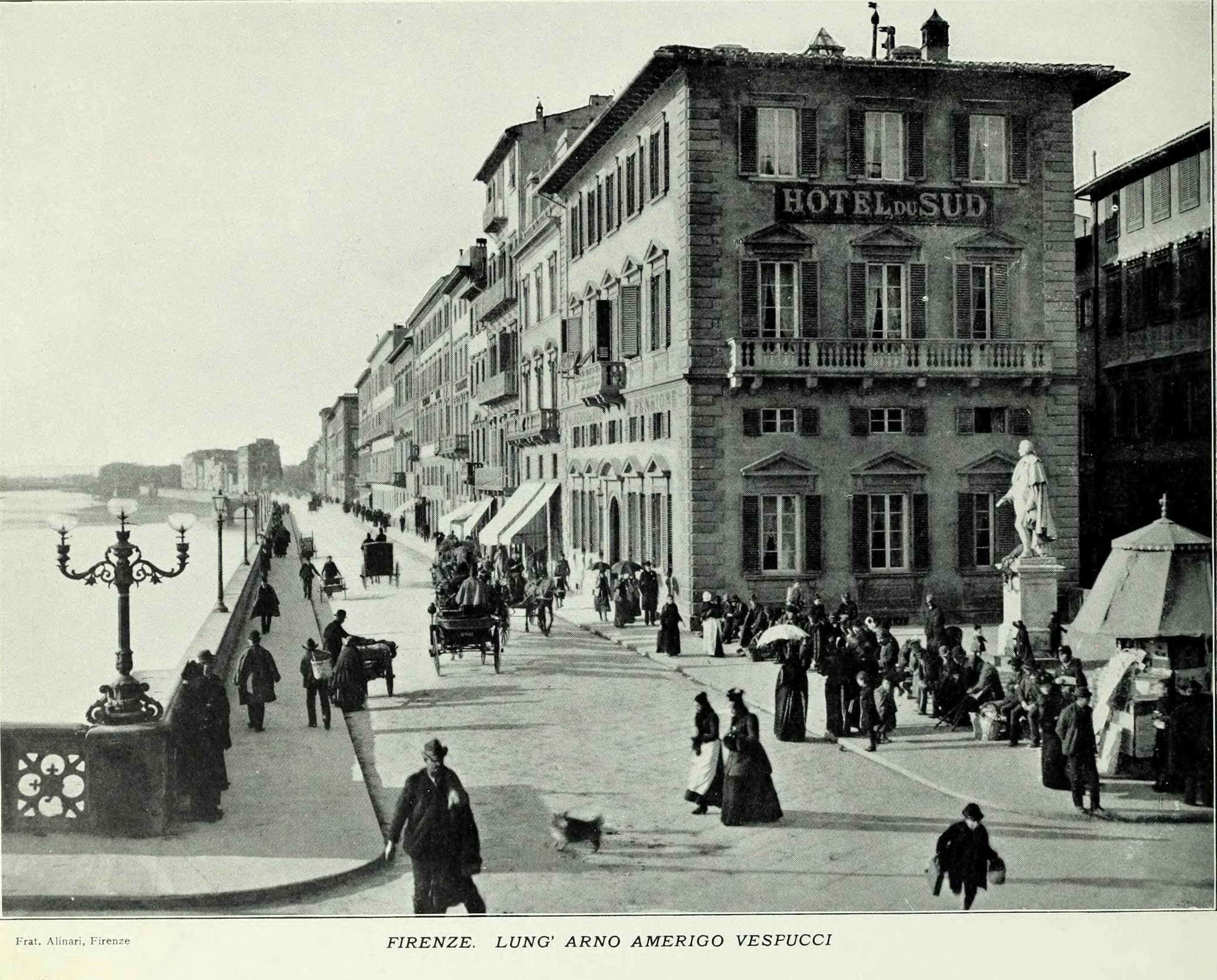
La piazza verso il 1900

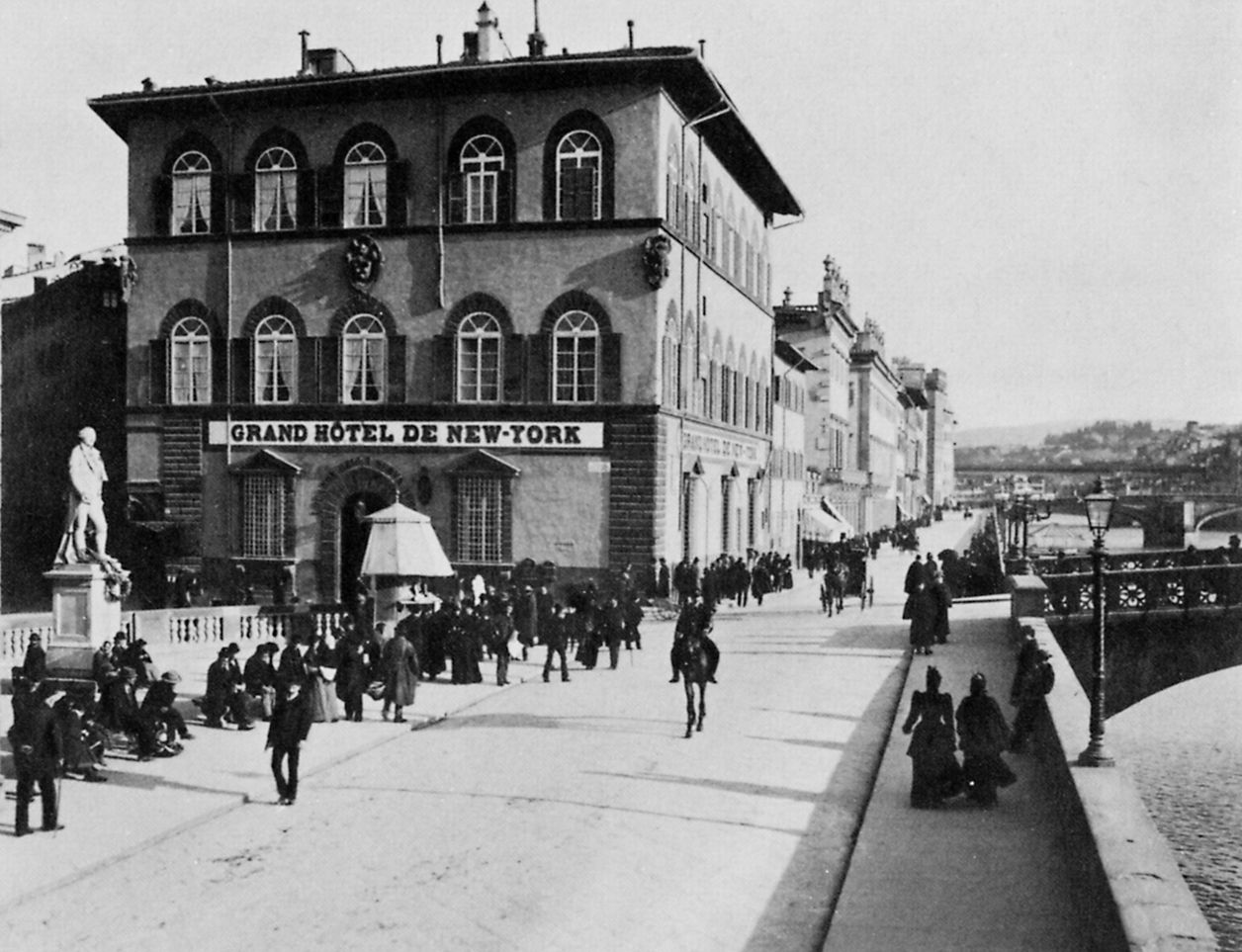
L'altro lato nello stesso periodo

### Edifici
| Immagine | N°     | Nome                                 | Descrizione |
| -------- | ------ | ------------------------------------ | --- |
|          | 1      | Palazzina Ricasoli                   | L'edificio definisce con tre dei suoi assi un lato di piazza Goldoni, per poi guardare con un fronte di pari dignità, esteso per cinque assi, al fiume. Si tratta di un palazzo edificato attorno al 1856 su committenza dei Ricasoli Firidolfi (già proprietari del palazzo sull'altro lato della piazza) nel luogo dove era un 'villino' e una casa degli stessi, gestiti nella prima metà dell'Ottocento da un certo signor Faini quali dépendance dello stesso palazzo Ricasoli quando questo era noto come Hotel New York. La nuova residenza fu eretta su progetto degli architetti Felice Francolini e Pietro Mario Conti, nell'ambito del più complesso intervento di urbanizzazione e riconfigurazione di quest'area della città con la creazione del lungarno Nuovo (1853-1855). |
|          | 1r-4r  | Casamento della farmacia Münstermann | Si tratta di un esteso edificio che determina su piazza Carlo Goldoni il lato sul quale si incontrano via dei Fossi e borgo Ognissanti. Le facciate presentano un disegno corrente che rimanda a modelli tardo ottocenteschi, organizzato su cinque piani e sviluppato per sette assi su via dei Fossi, quattro sulla piazza e tre su borgo Ognissanti. Per quanto di antica fondazione, l'immobile ha subito nel tempo profonde trasformazioni, la principale delle quali da identificare nella riduzione del fronte operata nel 1920-1925 circa per ampliare la piazza Carlo Goldoni e consentire una migliore sistemazione del tracciato per i filobus. In alcuni locali del terreno è ancora oggi la farmacia Münstermann, inserita nell'elenco degli edifici storici fiorentini. Fondata nel 1897 dal farmacista tedesco dottor Münstermann che aveva introdotto per primo in città le cure omeopatiche, si sarebbe trasferita in questi ambienti nel 1908, con la denominazione di farmacia Anglo-americana, mantenuta fino al 1935. L'esercizio conserva alcuni arredi originari sebbene modificati nel tempo. "L'arredo originario è stato successivamente modificato sia per alcuni lavori di ristrutturazione dell'edificio che la ospita, sia per i danni provocati dall'alluvione dell'Arno del 1966. Fanno parte dell'arredo originario il banco a ferro di cavallo e i due pannelli che chiudono all'interno le vetrine". |
|          | 5r-7r  | Casamento                            | Si tratta di una grande fabbrica di quattro piani che, anche se l'ingresso agli appartamenti è su via del Moro, ha il prospetto più rappresentativo sulla piazza Carlo Goldoni, dove determina la quinta di fondo. Pur presentando facciate riconfigurate nell'Ottocento e segnate dall'immancabile balcone, si tratta sicuramente di un edificio su fondazioni antiche, probabilmente determinatosi per aggregazione di singole case a schiera. Potrebbero testimoniare di questo passato i vari pietrini che si trovano sia su via del Moro (uno) sia sulla facciata di via dei Fossi (tre), tutti recanti una croce fornita di innesto (una specie di puntale inferiore come se si trattasse di una croce da utilizzare come processionale), relativa con ogni evidenza a un istituto religioso al momento non identificato. Le facciate del casamento sono state ripristinate e tinteggiate nel 2010. |
|          | 8r-10r | Casamento                            | Si tratta di un esteso edificio di cinque piani che, anche se l'ingresso agli appartamenti è su via del Moro, ha il prospetto più rappresentativo sulla piazza Carlo Goldoni, dove determina parte della quinta di fondo. Pur presentando facciate riconfigurate nell'Ottocento e segnate dall'immancabile balcone, si tratta sicuramente di un edificio su fondazioni antiche, probabilmente determinatosi per aggregazione di singole case a schiera. Di questo passato testimonia un pietrino posto sull'ingresso dei via del Moro, con il monogramma proprio delle proprietà della chiesa di San Remigio. |
|          | 2      | Palazzo Ricasoli                     | Nel XV secolo vennero comprate alcune case nei pressi del ponte alla Carraia da Rinieri e Lorenzo d'Andrea Ricasoli, del ramo di Meleto, per costruire un palazzo, che nel 1480 era già avviato. In quella data sono documentate alcune difficoltà economiche della famiglia in seguito all'interdizione di papa Sisto IV dopo la fallita congiura dei Pazzi e anche per la presenza delle truppe di Alfonso V d'Aragona nei possedimenti chiantigiani dei Ricasoli. Attribuito tradizionalmente a Michelozzo (Filippo Baldinucci, Francesco Bocchi), il palazzo è stato messo in relazione, seppure limitatamente alla costruzione del cortile, con l'attività giovanile di Baccio d'Agnolo. Certo è che anche l'erezione del corpo principale della fabbrica è da datarsi dopo la morte di Michelozzo, e che alla data del 1480 è denunciato al catasto come costruito "circa della metà". Passato il momento di crisi, il palazzo poté dirsi concluso all'inizio del XVI secolo. |